# Aureliana brasiliana
Aureliana brasiliana är en potatisväxtart som först beskrevs av A.T. Hunz., och fick sitt nu gällande namn av G.E. Barboza och A.T. Hunziker. Aureliana brasiliana ingår i släktet Aureliana och familjen potatisväxter. Inga underarter finns listade i Catalogue of Life.